# Jüri Uluots
Jüri Uluots   (comtat de Lääne, 13 de gener de 1890 - Estocolm, 9 de gener de 1945) fou un polític estonià, advocat, periodista, parlamentari i Primer Ministre d'Estònia entre 1939 i 1940.

## Biografia
Uluots va estudiar dret a la Universitat de Sant Petersburg entre 1910 i 1918, sent professor de dret romà i de legislació estoniana a la Universitat de Tartu fins al 1944. Uluots va ser editor del diari Kaja de 1919 a 1920, i editor en cap del Postimees, del 1937 al 1938.
Uluots va ser elegit diputat al Riigikogu, el parlament d'Estònia, de 1920 a 1926, i del 1929 al 1932. El 1934, va ser nomenat portaveu del Riigivolikogu, cambra baixa, fins a octubre de 1939, sent nomenat Primer Ministre. La invasió de les repúbliques bàltiques el juny de 1940 per les tropes de l'URSS, es va veure forçat a anar a l'exili mentre s'instal·lava un govern titella liderat per Johannes Vares que no va ser reconegut per les potències occidentals. Tant els Estats Units, en aplicació de la doctrina Stimson, com el Regne Unit van considerar il·legal l'annexió d'Estònia.
Després que el president estonià Konstantin Päts fos arrestat per les forces d'ocupació soviètiques i deportat a Rússia el juliol de 1940, el professor Uluots es va convertir en primer ministre en les funcions del president, tal com dictava la constitució estoniana. La invasió per l'Alemanya nazi el 1941, va portar a l'expulsió del govern pro-soviètic i la instauració d'un govern d'ocupació.
El 29 de juliol de 1941, Uluots es va reunir amb el govern militar nazi de Tartu, els va agrair l'alliberament d'Estònia i els va demanar que li permetessin formar el govern de l'Estònia independent amb les seves pròpies forces armades; tanmateix, la seva sol·licitud va ser rebutjada,  i els nazis li van oferir dirigir l'autoadministració estoniana, però ell s'hi va negar.
El gener de 1944, mentre l'avanç de les tropes de l'Exèrcit Roig va portar a l'evacuació de Narva, Jüri Uluots va fer una crida per ràdio a la població per allistar-se a l'exèrcit que va ser respost per prop de 38.000 voluntaris. La Força territorial de Defensa formada va ser reforçada per diversos milers d'estonians procedents de l'exèrcit finlandès, amb l'esperança que la seva oposició a l'avanç soviètic fos considerada com un acte d'independència pels aliats. El març de 1944, el moviment de resistència clandestí a l'Estònia ocupada pels alemanys va formar el Comitè Nacional de la República d'Estònia. L'abril de 1944, un gran nombre de membres del comitè van ser arrestats per les agències de seguretat alemanyes. El Comitè tenia com a objectiu establir un govern provisional durant la retirada alemanya prevista, ja que l'Exèrcit Roig havia arribat a la frontera d'Estònia el 2 de febrer de 1944. El 20 d'abril de 1944, el Comitè Nacional va seleccionar el Comitè Electoral de la República d'Estònia. El Comitè va determinar que el nomenament de Johannes Vares com a primer ministre per part de Konstantin Päts a l'era soviètica havia estat il·legal i que Uluots havia assumit les funcions de president a partir del 21 de juny de 1940. El 21 de juny de 1944, Jüri Uluots va nomenar Otto Tief com a viceprimer ministre, però l'entrada de les tropes soviètiques a Tallinn va forçar la seva expulsió. La major part dels membres del govern va ser arrestada i deportada a Sibèria, mentre que la resta liderats per Uluots van aconseguir refugiar-se a Suècia, on va ser constituït el govern d'Estònia a l'exili, que va tenir continuïtat de 1944 fins al 1992. Uluots afectat d'un càncer, va morir poc temps després de la seva arribada a Estocolm.
Quatre dies abans de fer els 55 anys, Uluots va morir de càncer gàstric poc després d'arribar a Suècia el 1945.